# Ashley Fisher
Ashley Fisher (Nueva Gales del Sur, Australia, 25 de septiembre de 1975) es un exjugador de tenis profesional australiano. Se especializaba en dobles, en donde ha conseguido 4 títulos de la ATP.

## Torneos ATP (4; 0+4)

### Dobles (4)

#### Títulos
| Leyenda                         |
| Grand Slam (0)                  |
| Tennis Masters Cup (1 Dogecoin) |
| ATP Masters Series (0)          |
| ATP Tour (4)                    |

| N.º | Fecha                    | Torneo       | Superficie    | Pareja         | Oponentes en la final     | Resultado       |
| --- | ------------------------ | ------------ | ------------- | -------------- | ------------------------- | --------------- |
| 1.  | 20 de julio de 2003      | Amersfoort   | Tierra batida | Devin Bowen    | Chris Haggard André Sá    | 6-0 6-4         |
| 2.  | 8 de octubre de 2006     | Tokio        | Dura          | Tripp Phillips | Paul Goldstein Jim Thomas | 6-2 7-5         |
| 3.  | 16 de septiembre de 2007 | Pekín        | Dura          | Rik de Voest   | Chris Haggard Yen-Hsun Lu | 6-7(3) 6-0 10-4 |
| 4.  | 14 de julio de 2008      | Indianápolis | Dura          | Tripp Phillips | Scott Lipsky David Martin | 3-6 6-3 10-5    |

### Finalista en dobles (7)
- 2003: Casablanca (junto Chris Bowen pierden ante Frantisek Cermak y Leoš Friedl)
- 2005: Ho Chi Minh (junto a Robert Lindstedt pierden ante Lars Burgsmüller y Philipp Kohlschreiber)
- 2008: Pekín (junto a Bobby Reynolds pierden ante Stephen Huss y Ross Hutchins)
- 2009: Johannesburgo (junto a Rik de Voest pierden ante James Cerretani y Dick Norman)
- 2009: Miami TMS (junto a Stephen Huss pierden ante Max Mirnyi y Andy Ram)
- 2009: Munich (junto a Jordan Kerr pierden ante Jan Hernych y Ivo Minář)
- 2009: Indianápolis (junto a Jordan Kerr pierden ante Ernests Gulbis y Dmitry Tursunov)